# Beatrix von Flandern

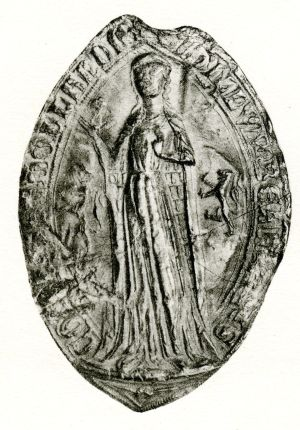
Beatrix van Vlaanderen

Beatrix von Flandern, auch Béatrice van Dampierre (geboren um 1253; gestorben 23. März 1296 in Den Haag), wurde durch ihre Heirat Gräfin von Holland und war bei Abwesenheit ihres Mannes auch als Regentin eingesetzt.

## Leben
Beatrix van Dampierre wurde um 1253 geboren. Sie war die jüngste Tochter von Guido von Dampierre, Graf von Flandern (1226–1305) und Machteld von Bethune und Dendermonde (gest. 1263) und hatte fünf Brüder und zwei Schwestern. Im 1269 heiratete sie Florens V. Graf von Holland (1254–1296). Die Ehe war das Ergebnis des Friedensvertrags, der im Oktober 1256 zwischen Holland und Flandern geschlossen worden war. Durch diesen Friedensvertrag sollte der jahrhundertealte Streit zwischen diesen Ländern um den Besitz von Zeeland an der westlichen Schelde beenden werden. Diese dynastische Bindung sollte die Einhaltung des Vertrages sicherstellen, jedoch ohne den erwünschten Erfolg. Auch unter der Herrschaft von Florens V. blieben die Beziehungen zwischen Holland und Flandern angespannt. Dies führte 1290 und 1295 sogar zweimal zum Krieg. Aus ihrer Ehe gingen mindestens neun Kinder hervor, von denen nur ein Sohn und eine Tochter das Erwachsenenalter erreichten.
Gräfin Beatrix von Flandern unterstützte ihren Mann in seiner Politik gegenüber Flandern. Dies wurde besonders während des Kriegs im Jahr 1290 deutlich. Die Gräfin, „die gut zu ihm und treu war und die ihn um alles in der Welt liebte“, so der Zeitgenosse und Chronist Melis Stoke, ging mit ihrem sechsjährigen Sohn Jan nach Middelburg, das von den flämischen Truppen bedroht wurde. Auch dank dieser moralischen Unterstützung konnte die Stadt einer monatelangen Belagerung standhalten. Florens V. erneuerte die politischen und wirtschaftlichen Beziehungen zu England und versuchte 1277 und 1278 das Handelsklima mit England auf diplomatischem Wege zu verbessern. Dabei spielten auch andere Interessen eine Rolle. Der englische König Eduard I. beispielsweise sah in dem Grafen einen möglichen Verbündeten auf dem Kontinent für eine Koalition gegen Frankreich. Flandern, das stark unter französischem politischen Einfluss stand, war jedoch ein unzuverlässiger Verbündeter. Umgekehrt hoffte Florens, die Unterstützung des englischen Königs für seine Ansprüche auf Zeeland an der Westschelde zu gewinnen, den noch immer ungelösten Streitpunkt zwischen Holland und Flandern.
Durch gegenseitige Eheschließungen der Kinder sollten diese neue Verbindung gefestigt werden. Es wurden in den Jahren 1281, 1284 und 1285 Verträge zwischen Florens V. und dem englischen König abgeschlossen, die die Ehen zwischen ihren Kindern regelten. Die Hochzeit der Tochter Margaretha mit dem englischen Thronfolger Alfonso kam nicht zustande, da dieser bereits 1284 verstarb. Im selben Jahr bekam Beatrix ein weiteres Kind, Jan. Florens schloss umgehend einen neuen Vertrag mit England ab und arrangierte die Heirat dieses neugeborenen Sohnes mit Elisabeth, der Tochter Eduards I. Teil der Heiratsvereinbarung war die Bestimmung, dass Jan ab seinem siebten Lebensjahr am englischen Hof aufwachsen sollte. Gemäß dieser Bestimmung nahm Florens seinen Sohn im Jahr 1291 mit nach England. Aus Urkunden geht hervor, dass seine Frau während seiner oft langen Abwesenheiten einen Regentschaftsrat leitete. Im Jahr 1281 hatte der Graf sie zudem zur Vormund seiner Kinder für den Fall seines frühen Todes ernannt. Diese Bestimmung wurde am 19. Juni 1282 vom römischen König bestätigt.
In ihrem letzten Lebensjahr entwickelte sich ein neuer Krieg mit Flandern und ihre Tochter Margaretha starb. Beatrix von Flandern starb am Karfreitag, 23. März 1296 in der gräflichen Residenz in Den Haag. Nach ihrem Tod wurde sie in der Abtei Rijnsburg begraben. Ihr Mann überlebte sie nur um wenige Monate. Er wurde am 27. Juni 1296 ermordet.
Gräfin Beatrix wird einfühlsam von Melis Stoke beschrieben, der sie persönlich kannte. Einige Jahre nach ihrem Tod schrieb er in seiner Reimchronik: „Noch heute loben die Menschen den Klang ihres Lebens, wie schön es war, sie zu lieben und wie liebevoll sie die Ausgestoßenen und alle anderen empfing.“